# Благоев, Димитр
Дими́тр Благо́ев Николов-Дядото (болг. Димитър Благоев Николов-Дядото; 14 июня 1856, Загоричане — 7 мая 1924, София) — болгарский политический деятель, теоретик и педагог, положивший начало распространению марксизма в Болгарии, основатель Болгарской рабочей социал-демократической партии (тесных социалистов) и Коммунистической партии Болгарии.

## Биография
Родился в болгарском селении в Эгейской Македонии Загоричане (ныне — в греческом регионе Западная Македония) в семье крестьянина-бедняка. В 1871—1874 годах учился в Стамбуле, затем в Болгарии. В юношеские годы, неизвестно каким образом и где, участвовал в Апрельском восстании 1876 и дальнейшей Освободительной войне против Османской империи. В 1878 году некоторое время работал на табачном складе в Свиштове, затем выехал продолжать образование в Российской империи. В 1880 году окончил Одесское реальное училище.
С 1881 году учился в Петербургском университете, где через студенческие организации пришёл в революционное движение. Изначально сблизился с «Народной волей» и активно включился в её работу, однако вскоре отошёл от народовольцев и взялся за изучение марксистской теории, в частности, «Капитала» Маркса. В декабре 1883 года организовал один из первых в России марксистских кружков, известный как «Группа Благоева» (самоназвание — «Партия русских социал-демократов»). «Группа Благоева» объединяла около 30 человек (преимущественно студентов) и поддерживала связь с женевской группой «Освобождение труда». Она основала 15 рабочих кружков и издала два выпуска первого социал-демократического издания в России — нелегальной газеты «Рабочий». После разгрома «Группы Благоева» полицией в марте 1885 арестован за создание подпольной типографии, посажен в тюрьму, позже выслан на родину — в Болгарию.
С июня 1885 года издавал в Софии социалистический журнал «Съвременний показатель». В 1886 году выступил с брошюрой «Наши апостолы», в которой отстаивал демократическую и революционную трактовку наследия Христо Ботева и Любена Каравелова. В книге «Что такое социализм и имеет ли он почву у нас?» (1891) популярно излагал основные положения Маркса и Энгельса, даёт обзор социально-экономического состояния Болгарии и подвергал критике взгляды группы русских народников-эмигрантов, отрицавших наличие в Болгарии условий для развития капитализма и социалистического рабочего движения.
В 1891 году, в ходе дискуссии «партийцев» (сторонников создания партии) и «юнионистов» (считавших переход к партийной форме преждевременным), Благоев поддержал первых и стал главным организатором Болгарской социал-демократической партии, тогда как его оппоненты оформились в 1892 году в Болгарский социал-демократический союз (БСДС). После объединения БСДП с БСДС в Болгарскую рабочую социал-демократическую партию (1894) проявились противоречия между радикальным и реформистским (к которому в те годы примыкал, в частности, и Крыстю Раковский) крылом партии.
Когда в 1903 году, вслед за размежеванием в РСДРП на большевиков и меньшевиков по отношению к организационной структуре партии, в Болгарской рабочей социал-демократической партии произошёл аналогичный раскол на «тесняков» и «широких», Благоев возглавил Болгарскую рабочую социал-демократическую партию (тесных социалистов). «Тесняки» придерживались революционных позиций, сходных с идеями Ленина и участвовали в борьбе левого крыла против ревизионистского руководства Второго Интернационала. Вместе с тем, несмотря на сильное влияние российской социал-демократии на процессы в Болгарии, оно не было столь однозначным: так, когда в 1902 году Благоев ссылался на ленинскую работу «Что делать?», он всё ещё считал, что «Ленин» — псевдоним Плеханова.
Между 1897 и 1923 годами, с перерывами, Благоев руководил изданием журнала «Ново време» — теоретического органа вначале БРСДП, а затем тесных социалистов — и разместил в нём более 500 собственных статей. Кроме того, он занимался публицистской и издательской деятельностью в ряде партийных газет, включая «Работник», «Работнически вестник» и «Социалист». Благоев перевёл на болгарский язык большое количество сочинений Маркса и Энгельса, включая 1-й том «Капитала», и был автором ряда исследований по вопросам марксистской философии, истории, политэкономии, эстетики и болгарской литературы. Одно из крупнейших — монография «Из истории социализма в Болгарии» (1906) — положило начало болгарской марксистской историографии. Около 8 лет Благоев посвятил педагогической работе, преподавая в мужской гимназии Пловдива, был редактором «Вестника на учителското дружество», составил программу болгарской марксистской партии по вопросам образования. При участии Благоева в 1904 году был создан и Общий рабочий синдикальный союз.
Будучи интернационалистом, Благоев развивал идеи социалистической Балканской федерации. Он возглавлял делегации «тесняков» на балканских социалистических конференциях в Белграде (1910) и Бухаресте (1915), на которых выступал против попыток империалистов стравить балканские народы между собой. В 1910 году Благоев возглавлял делегацию тесных социалистов на 8-м конгрессе Второго Интернационала в Копенгагене. В годы Первой мировой войны Благоев выступал против империалистической войны и социал-шовинизма. Являясь с 1902 года депутатом Народного собрания Болгарии, Благоев, равно как и вся фракция тесных социалистов, голосовал в октябре 1914 года против военных кредитов для правительства и выступал против участия страны в войне.
Во время Первой русской революции Благоев занимался организацией в Болгарии кампаний солидарности. В 1917 году он приветствовал Октябрьскую революцию и занимался пропагандой опыта большевиков. Вместе с тем, он никогда не принимал ленинизм в полной мере, в частности, отрицал целесообразность союза рабочего класса с крестьянством. В связи с этим своим убеждением Благоев не откликнулся на призыв Стамболийского поддержать солдатский бунт сентября 1918 года и т. н. Радомирскую республику, объявленную Стамболийским.
В 1919 году Благоев руководил реорганизацией Болгарской рабочей социал-демократической партии (тесных социалистов) в Болгарскую коммунистическую партию (тесных социалистов) и был избран председателем её центрального комитета.
Во время правого переворота 9 июня 1923, свергнувшего прогрессивное правительство Александра Стамболийского, Благоев, в силу возраста и состояния здоровья практически отошедший от дел, поддержал решение ЦК БКП (т.с.) сохранять нейтралитет и не сопротивляться заговорщикам. В Сентябрьском восстании смертельно больной Благоев участия уже не принимал, со скепсисом отнесясь к его подготовке. Умер 7 мая 1924 года. Похороны Благоева сопровождались тридцатитысячной демонстрацией.

## Адреса в Санкт-Петербурге
- осень 1884 — начало 1885 года — доходный дом — Кронверкский проспект, 51.
- начало 1885 года — доходный дом — Введенская улица, 14.

## Память
В честь Благоева названы:

### В России
- посёлок Благоево в Коми[4]
- улица Благоева и стела в городе Зарайске
- улица Благоева в городе Краснодаре
- улица Благоева в городе Санкт-Петербурге
- улица Благоева в городе Твери
- улица Благоева в городе Уфе (решением Совета ГО г. Уфа РБ № 6/17 от 31.07.2008 переименована в ул. Зайнуллы Расулева)

### На Украине
- Село Благоево — название Большого Буялыка в 1923—2016 годах в Одесской области
- улица Благоева в городе Донецке

### В Молдавии
- Улица Благоева в селе Парканы в Приднестровской Молдавской Республике

### В Болгарии
- Благоевград, бывшая Горна-Джумая, город